# 아칸소 준주

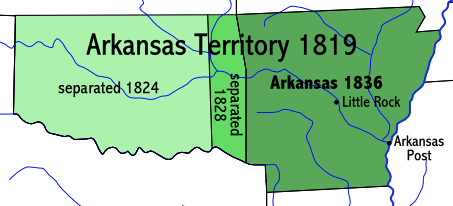
아칸소 준주의 축소

아칸소 준주(Arkansas Territory)는 현재의 미국 아칸소주와 오클라호마주 일부에 걸쳐 있던 준주로, 1819년 7월 4일부터 1836년 6월 15일 제25번째 미국의 주로 편입될 때까지 존재하였다.

## 역사
아칸소 준주는 미주리 준주의 일부로 만들어졌으며, 미시시피의 북위 36도 지점의 남쪽에 세인트 프랜시스 강까지 서쪽으로 뻗어, 그 강 북위 36도 30분까지 서부연합 주의 경계까지 성장했다. 이것은 북위 36도 30분 남쪽 현재 오클라호마 모두를 포함했다. 준주의 서쪽 부분은 1824년 11월 15일, 또 두 번째의 서쪽 부분은 1828년 5월 6일에 현재의 아칸소 범위까지 영토가 축소되었다.
아칸소 포스트는 첫 준주의 수도(1819년 - 1821년)였고,두 번째의 수도는 리틀록(1821년 - 1836년) 이었다.

## 같이 보기
- 아담스-오니스 조약